# (541035) 2018 AE17
(541035) 2018 AE17 es un asteroide perteneciente al cinturón de asteroides descubierto el 3 de diciembre de 2012 por el equipo del Mount Lemmon Survey desde el Observatorio del Monte Lemmon, Arizona, Estados Unidos.

## Designación y nombre
Designado provisionalmente como 2018 AE17.

## Características orbitales
2018 AE17 está situado a una distancia media del Sol de 2,775 ua, pudiendo alejarse hasta 2,960 ua y acercarse hasta 2,591 ua. Su excentricidad es 0,066 y la inclinación orbital 5,758 grados. Emplea 1689,25 días en completar una órbita alrededor del Sol.

## Características físicas
La magnitud absoluta de 2018 AE17 es 16,6. 